# Silke Meyer
Silke Meyer (* 13. Mai 1968 in Bliedersdorf; heute Silke Schmitt) ist eine ehemalige deutsche Volleyball- und Beachvolleyballspielerin.

## Sportliche Karriere Halle
Meyer begann 1981 mit dem Volleyball in der Halle beim VfL Bad Zwischenahn. Ab 1987 spielte sie beim deutschen Spitzenverein Bayern Lohhof, mit dem sie auf Anhieb Deutsche Meisterin wurde. Für die Nationalmannschaft absolvierte sie 65 Länderspiele.

## Sportliche Karriere Beach
Meyer begann im Sand ab 1993 an der Seite von Andrea Lipp (heute Ahmann).1995 gewannen die beiden den Beach Cup in Marienheide und das Masters in Kühlungsborn. 1996 belegte die im Landkreis Stade geborene Sportlerin mit Beate Bühler den geteilten neunten Platz beim FIVB Event in Espinho. Noch besser lief es eine Woche später in Belgien. Dort spielte Meyer mit Maike Friedrichsen. Bei den Ostende Open erreichten sie den fünften Rang. Anschließend wurden sie Deutsche Vizemeisterinnen am Timmendorfer Strand.
Nach ihrer Babypause gewann Silke Schmitt, wie sie inzwischen hieß, 1999 mit Andrea Ahmann das Masters (M) auf Fehmarn sowie die Cups (C) auf Wangerooge und in Oldenburg. Die beiden standen außerdem im Endspiel bei den Turnieren in München (M), Cuxhaven (M) und Leipzig (C) und entschieden das Spiel um Bronze in Warnemünde (M) für sich. Bei der Deutschen Meisterschaft wurden sie ebenfalls Dritte. Eine Saison später siegten sie bei den Beach Cups in Travemünde, Oldenburg und Binz sowie bei den Masters in München und Kühlungsborn und wurden Zweite beim gleichwertigen Wettbewerb auf Sylt. Bei den Titelkämpfen wurde Silke Schmitt an der Seite ihrer Partnerin zum zweiten Mal deutsche Vizemeisterin. Dies war um so bemerkenswerter, da die Blockspielerin während der Tage an der Ostsee in der fünfzehnten Woche schwanger war. Nach drei weiteren erfolgreichen Jahren mit Gudula Staub und Katrin Petzold beendete Meyer 2003 wegen Knieproblemen ihre Sand-Karriere.

## Persönliches
Ehemann Rolf Schmitt hat seine Frau früher als Trainer betreut. Die beiden haben einen Sohn Björn und eine jüngere Tochter Nele, die wie ehemals ihre Mutter Volleyball und Beachvolleyball spielt.